# Jeremy Montgomery
Jeremy Montgomery (ur. 28 marca 1982 w Lufkin) – amerykański koszykarz. Zawodnik Rosy Radom. Występuje na pozycji niskiego skrzydłowego lub rzucającego obrońcy. 

## Życiorys
Od 2003 przez 2 sezony grał w lidze akademickiej w USA w zespole Uniwersytetu Arkansas. Później trafił do fińskiej drużyny Äänekosken Huima, gdzie zaskakiwał swoimi bardzo wysokimi zdobyczami punktowymi (rzucał średnio 33,3 punktu na mecz). W drugim sezonie w lidze fińskiej również dużo punktował, a ponadto był najskuteczniejszym graczem w zbiórkach i przechwytach w całej lidze. W listopadzie 2007 został pozyskany przez Górnik Wałbrzych. Na polskich parkietach popisywał się także wysoką skutecznością punktową. Został trzecim strzelcem ligi, rzucając średnio 19,3 punktu na mecz. Jako jedyny w sezonie 2007/2008 mógł się pochwalić ponad dziesięciopunktową zdobyczą we wszystkich 20 rozegranych meczach w polskiej lidze. Gdy drużynę Górnika Wałbrzych zaczęły nękać problemy finansowe, nie udało się zatrzymać w klubie amerykańskiego koszykarza mimo inicjatywy kibiców Górnika, którzy chcieli dopłacić do pensji zawodnika, aby tylko pozostał w Wałbrzychu. Ostatecznie nie doszło do tego i Montgomery trafił na Cypr do zespołu Kervanos Nikozja, ale niedługo po tym przeniósł się do MCB Mikołajów. Grając w ukraińskiej lidze w 9 meczach zdobywał średnio 5,1 punktu na mecz.

## Przebieg kariery
- 2003-2005: Arkansas State (NCAA)
- 2005-2007: Äänekosken Huima
- 2007-2008: Górnik Wałbrzych
- 2008: Kervanos Nikozja
- 2008-2009: MCB Mikołajów
- 2010-2011: BK SPU Nitra
- 2011-2012: AZS Koszalin
- od 2012: Rosa Radom

## Statystyki podczas występów w PLK
| Sezon     | Drużyna | M  | S5 | MPG  | FG% | 3P% | FT% | RPG | APG | SPG | BPG | PPG  |
| --------- | ------- | -- | -- | ---- | --- | --- | --- | --- | --- | --- | --- | ---- |
| 2007/2008 | Górnik  | 20 | 19 | 33,5 | 45% | 34% | 72% | 6,1 | 1,4 | 1,4 | 0,1 | 19,3 |
| 2011/2012 | AZS     | 41 | 33 | 25,7 | 53% | 32% | 77% | 4,0 | 0,7 | 1,1 | 0,1 | 12,7 |